# Казахстано-китайский нефтепровод
Нефтепровод Казахстан — Китай, «Казахстанско-китайский трубопровод», нефтепроводы Атасу — Алашанькоу и Кенкияк — Кумколь — трубопровод прямого импорта нефти, проходит от казахского побережья Каспия до Синьцзяна в Китае. Принадлежит Китайской национальной нефтяной корпорации (CNPC) и казахстанской нефтяной компании КазТрансОйл (входит в группу АО НК КазМунайГаз) — по 50%. 
Мощность трубопровода Атасу — Алашанькоу составляет 20 млн т.; по сведениям на весну 2023 года, по нему в КНР поставлялось 10 млн т. в год российской нефти и 1-2 млн т. казахстанской нефти

## История
Строительство нефтепровода было согласовано между Китаем и Казахстаном в 1997 году. Трубопровод был разработан Китайской национальной нефтяной корпорацией (CNPC) и казахской нефтяной компанией «КазМунайГаз».
Первый участок трубопровода от нефтяных месторождений Актюбинской области до Атырау был завершён в 2003 году. Строительство трубопровода из Атасу до Алашанькоу началось в сентябре 2004 года и было завершено в декабре 2005 года. В церемонии открытия нефтепровода Атасу — Алашанькоу 15 декабря 2005 года принял участие президент Казахстана Нурсултан Назарбаев. Введён в эксплуатацию в 2006 году.
Строительство участка Кенкияк — Кумколь было согласовано между Казахстаном и Китаем 18 августа 2007 года Этот участок был завершён 11 июля 2009 года..

## Техническое описание
Трубопровод протяжённостью 2228 километров (1384 мили) проходит от Атырау в Казахстане до Алашанькоу в китайском Синьцзяне. Участок нефтепровода Кенкияк-Атырау имеет протяженность 449 километров (279 миль) и пропускную способность 120 тысяч баррелей в сутки (~6,0×106 т/год). Пропускная способность трубопровода в будущем может быть увеличена до 180 тысяч баррелей в сутки (~9,0×106 т/год). Трубопровод был построен и эксплуатируется компаниями ТОО "Казахстанко-Китайский Трубопровод" и МунайТас  — совместные предприятия CNPC и «Казмунайгаз».
Участок нефтепровода Атасу-Алашанькоу обошёлся в 700 миллионов долларов США. Его длина составляет 987 километров (613 миль), а производительность — 200 тысяч баррелей в сутки (~1,0×107 т/год). Мощность этого участка может быть повышена до 400 тыс. баррелей в сутки (~2,0×107 т/год) к 2011 году. Трубопровод включает в себя станцию учёта нефти на перевале Алатау. Трубопровод был построен и эксплуатируется совместным предприятием CNODC и АО «Казтранс Ойл». Первая нефть по этому трубопроводу попала на нефтеперерабатывающий завод в августе 2006 года.
Протяжённость участка Кенкияк-Кумколь составляет 792 километра (492 мили). Его первоначальная транспортная мощность составляет 10 миллионов тонн в год. Эта секция вышла на полную мощность в 2011 году.

## Нефтепровод Алашанкоу—Душаньцзы
В Алашанькоу этот трубопровод соединён с нефтепроводом Алашанькоу-Душаньцзы, который представляет собой трубопровод длиной 246 километров (153 мили), соединяющий нефтепровод Казахстан-Китай с районом Душаньцзы. Пропускная способность трубопровода составляет 10 миллионов тонн нефти в год, и он поставляет в основном нефтеперерабатывающему заводу в Душаньцзы. Трубопровод был введён в эксплуатацию 21 декабря 2005 года, а первая нефть по этому трубопроводу поступила на нефтеперерабатывающий завод 29 июля 2006 года. Трубопровод построен и эксплуатируется Китайской национальной нефтяной корпорацией (CNPC).

## Поставка нефти
Нефтепровод Казахстан-Китай поставляет нефть с месторождений Актюбинской области и Кумкольского нефтяного месторождения. Планировалось, что впоследствии основным источником поставок станет месторождение Кашаган. Трубопровод используется также для транспортировки нефти из Западной Сибири Россией по соединению с нефтепроводом Омск (Россия)-Павлодар (Казахстан)-Шымкент-Туркменабад (Туркмения) в нефтяном терминале Атасу. Нефть транспортируется по этому трубопроводу российскими компаниями ТНК-BP и «Газпром нефть».
В феврале 2023 года сообщалось, что экспорт казахской нефти в КНР по нефтепроводу Атасу-Алашанькоу вырос в 2022 году на 30% в годовом выражении до 1,261 миллиона тонн, однако маршрут не стал значимой альтернативой транзиту казахской нефти через Россию.